# Aleksandr Polovtsov

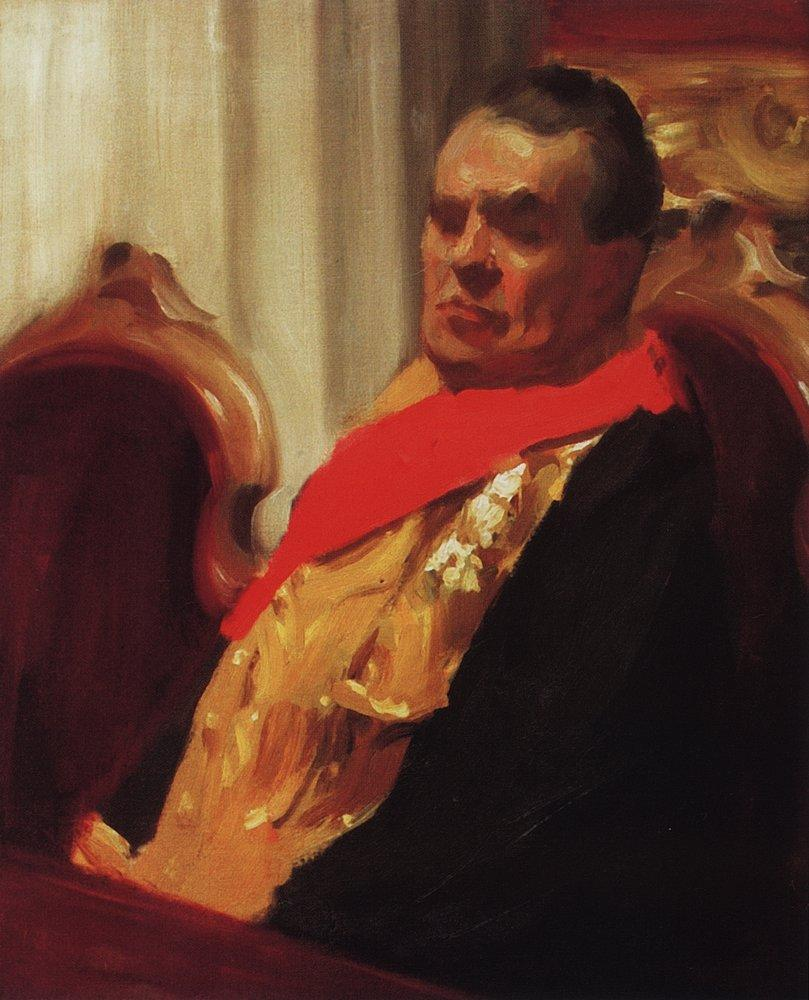
Aleksandr Polovtsov.

Aleksandr Aleksandrovitj Polovtsov (ryska: Александр Александрович Половцов), född 31 maj 1832 i Luzjskij ujezd, guvernementet Sankt Petersburg, död där 24 juni 1909, var en rysk politiker och historiker. 
Polovtsov blev 1873 senator, 1883 statssekreterare, 1892 medlem av riksrådet och var en av grundarna av kejserliga ryska historiska sällskapet, vars president han blev 1878. Under hans ledning utgavs från 1896 det stora ryska biografiska lexikonet Russkij biografitjeskij slovar. 